# James Brothers
Les James Brothers sont un duo formé des chanteurs Peter Kraus et Jörg Maria Berg.

## Histoire
En 1958, le producteur de musique Gerhard Mendelson, qui travaille pour Polydor à Vienne, a l'idée de trouver à Peter Kraus, qui a une carrière lancée, un partenaire masculin afin de former un duo semblable aux Everly Brothers. Kraus propose Udo Jürgens, alors signé chez Heliodor. Mendelson choisit Jörg Maria Berg, le solo de groupes vocaux comme Die Blauen Jungs (de) ou Die Montecarlos.
Le premier disque des James Brothers, qui doivent leur nom à Mendelson, sort en septembre 1958. En novembre, Wenn, version allemande de When des Kalin Twins, entre dans les meilleures ventes. Les James Brothers sortiront 13 singles. Outre des reprises de Jody Reynolds, Steve Lawrence et The Jarmels (en), une grande partie de leur répertoire est des compositions de Werner Scharfenberger et d'Erwin Halletz. En 1959, le duo apparaît dans le film Melodie und Rhythmus pour interpréter Cowboy Billy et Sensationell. Les James Brothers font des tournées et se produisent notamment avec Louis Armstrong, Ernie Bieler (de), Max Greger, Ted Herold, Lolita ou Dany Mann (de).
En 1960, la carrière solo de Jörg Maria Berg n'a pas un succès aussi fort que Peter Kraus. Au début des années 1960, quand les ventes se calment, on ne propose pas de contrat à Berg. Le dernier enregistrement conjoint de Berg et Kraus, Hüh-a-hoh, alter Schimmel, enregistré en février 1962, n'est pas publié. Le dernier single des James Brothers mis en vente fin 1963 est un duo avec Peter Kraus et la chanteuse Gina Dobra. Cette reprise allemande de If I Had a Hammer (Hätt’ ich einen Hammer) est un bide, le jeune public lui préférant l'original. Lors du renouveau de la mode rock 'n' roll au début des années 1980, les succès des James Brothers sont réédités.

## Discographie
Singles
- Wenn / Oh, Veronika (1958)
- Die jungen Jahre / Wenn du heute ausgehst (1958)
- Das ist prima / O.K. (Okay, okay) (1959)
- Cowboy Billy / Sensationell (1959)
- Auf Wiederseh’n und laß dir’s gut ergehen / Genau wie du (1959)
- Rote Rosen / Ein Haus in Tennessee (1960)
- Blue River / Chérie, Chérie (1960)
- Cowboy Jenny / Rosemarie (1960)
- Sie hat so wunderschöne Augen / Tiger-Lilly (1960)
- Morgen bist du alle Sorgen los / Wie eine kleine Lady (1961)
- Beim Candlelight / Rosy, oh Rosy (1961)
- Ich hab’ mich so an dich gewöhnt / Hanna aus Havanna (1961)
- Komm wieder / Holiday Lady (1962)
- Hätt’ ich einen Hammer / Ricky-Ticky-Teeny-Weeny-Twist-Express (1963; Peter Kraus et Gina Dobra)

EPs
- Die James Brothers (Wenn / Oh, Veronika / Wenn du heute ausgehst / Die jungen Jahre) (1958)
- Teenager-Hitparade mit den James Brothers (Cowboy-Billy / Wenn / O.K. (Okay, okay) / Sensationell) (1959)
- James Brothers (Cowboy Billy / Sensationell / Genau wie du / Auf Wiederseh’n und laß dir’s gut ergehen) (1959)

## Source de la traduction
- (de) Cet article est partiellement ou en totalité issu de l’article de Wikipédia en allemand intitulé « James Brothers » (voir la liste des auteurs).